# Svetna vas
Svetna vas (nemško Weizelsdorf) je naselje v Občini Bistrica v Rožu v Okraju Celovec-dežela na Koroškem v Avstriji.